# Zosterops kulalensis
Zosterops kulalensis, "kulalglasögonfågel", är en fågelart i familjen glasögonfåglar inom ordningen tättingar. Den kategoriserades tidigare som underart till Zosterops poliogastrus, men urskiljs sedan 2016 som egen art av Birdlife International och IUCN. Sedan 2024 inkluderas kulalensis vanligen i nyligen urskilda kaffaglasögonfågeln (Z. kaffensis). Fågeln förekommer enbart i norra Tanzania kring Kulalberget. Den kategoriseras av IUCN som nära hotad.